# Jorge Barros Duarte

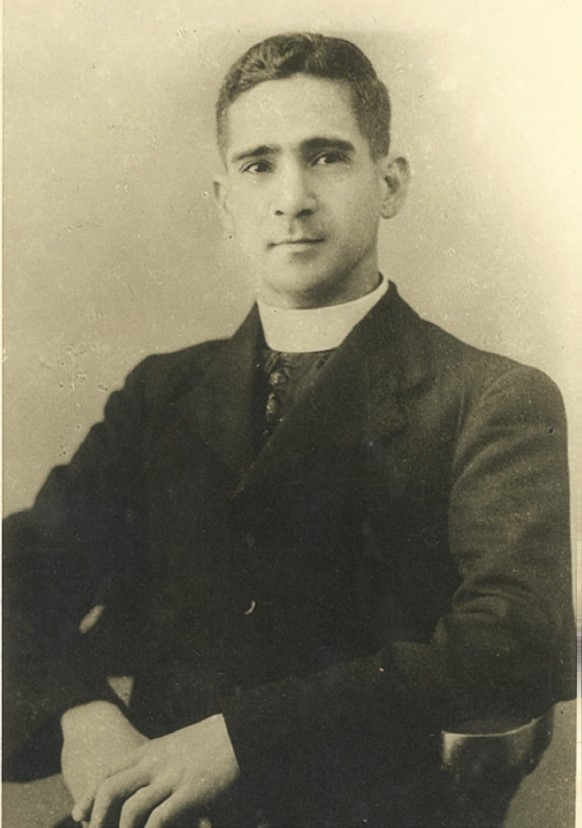
Jorge Barros Duarte

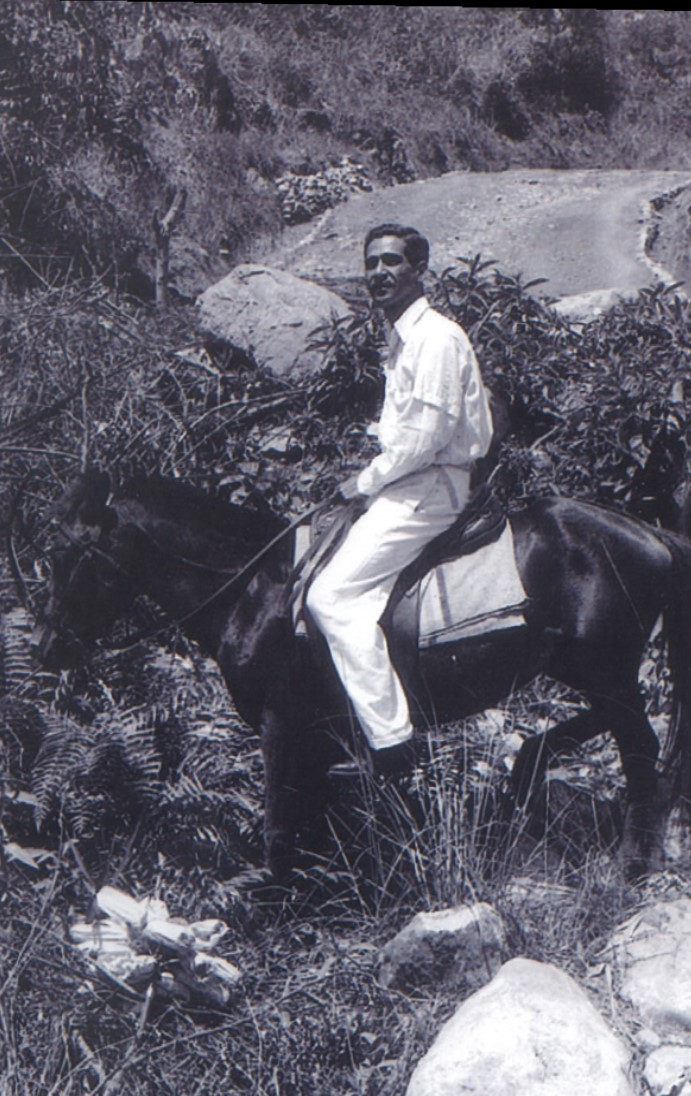
Duarte auf einem Pferd in den Bergen von Timor

Jorge Barros Duarte (* 14. Januar 1912 in Same, Manufahi, Portugiesisch-Timor; † 1995 in Lissabon, Portugal) war ein römisch-katholischer Geistlicher und Politiker aus Portugiesisch-Timor. Er gilt als einer der wichtigsten Autoren des heutigen Osttimors.

## Werdegang und Wirken
Duarte war der Sohn eines portugiesischen Soldaten und einer Timoresin. Er studierte am Priesterseminar von São José de Macau bis 1936 und wurde am 28. Juli 1936 zum Priester geweiht. Duarte arbeitete in den timoresischen Missionen von Soibada, Barique und Manatuto. Später wurde er Kanzler der Diözesankurie und Administrator der Diözese Dili in Abwesenheit von Bischof Jaime Garcia Goulart.
Von 1959 bis 1964 war Duarte der verantwortliche Redakteur der Seara, dem Magazin des Bistums Dili. Unter ihm wurden die Inhalte der Seara ab dem 30. September 1959 kultureller, was aber zu mehr Arbeit führte.
Duarte war Mitglied des Regierungsrats der Kolonie und Ombudsmann für öffentliche Hilfe (Provedor da Assistência Pública). Von 1965 bis 1969 war er Mitglied der Nationalversammlung Portugals als Vertreter für Portugiesisch-Timor.
Duarte verfasste mehrere Studien über Timor, die indonesische Invasion 1975 und ihre Vorgeschichte sowie poetische Werke. Er starb 1995 im portugiesischen Exil.

## Veröffentlichungen (Auswahl)
- Teísmo, ateísmo, neoteísmo: itinerário de um filosofante, 1977.
- Ainda Timor, 1981.
- Timor. Ritos e Mitos Ataúros, Ministério da Educação. Instituto de Cultura e Língua Portuguesa. Lisboa. 1984.
- Meu Pai e Vosso Pai, 1986.
- Em terras de Timor, 1987.
- Timor: um grito, 1988.
- Timor, jeremíada, 1988.
- Vocabulário Ataúro Português, Português Ataúro, 1990.
- Ventos da história, ventos do Leste, ventos gorbatchovianos, 1991.